# Figulus serratus
Figulus serratus es una especie de coleóptero de la familia Lucanidae.

## Distribución geográfica
Habita en las Islas Natuna (Indonesia).